# Dirhinus gussakovskii
Dirhinus gussakovskii är en stekelart som beskrevs av Nikol'skaya 1952. Dirhinus gussakovskii ingår i släktet Dirhinus och familjen bredlårsteklar.
Artens utbredningsområde är Cypern. Inga underarter finns listade i Catalogue of Life.